# Mezzanine capital
I mezzanine capital sono finanziamenti con vincolo di subordinazione nel rimborso rispetto al normale debito bancario.
L'attività di finanziare una società tramite il mezzanine capital viene detta mezzanine financing.
Hanno una natura ibrida tra il finanziamento puro e la private equity in quanto la remunerazione è composta di due parti:
- il tasso di interesse sul finanziamento che assimila il mezzanino al normale debito bancario
- una remunerazione variabile in funzione dei risultati dell'azienda (equity kicker) che assimila il mezzanino ad una forma di finanziamento simile all'apporto dei soci.

L'operazione di finanziamento delle entità per mezzo di mezzanino viene usualmente erogata da una banca che già detiene una posizione di lender nei rapporti con il soggetto.
La situazione aziendale tipica che può portare alla contrazione di un finanziamento di tipo mezzanino, è la presenza di un rilevante massa di debiti a breve termine non adeguatamente compensati da attivo a breve; questa situazione comporta uno squilibrio strutturale interno all'azienda che senza la necessaria ristrutturazione, porta l'imprenditore ad un naturale utilizzo eccessivo (fino allo sforamento) del fido bancario.
La ristrutturazione di tali passività a breve in passività a lungo periodo (assimilabili al capitale, come spiegato precedentemente) consente di evitare l'insidia di tali fidi, di migliorare gli equilibri patrimoniali e i relativi indici di bilancio ed, infine, di approdare a classi di rating superiori per l'azienda. Il miglioramento di tale rating consente, a sua volta, di accedere a finanziamenti con spread minori in virtù delle disposizioni introdotte da Basilea II.